# Campeonato Sudamericano de Voleibol Masculino Sub-17 de 2014
El Campeonato Sudamericano de Voleibol Masculino Sub-17 de 2014 fue la III edición de este torneo de selecciones masculinas de voleibol categoría sub-17 pertenecientes a la Confederación Sudamericana de Voleibol (CSV), se llevó a cabo en la ciudad de San Carlos de Bariloche, Argentina del 10 de noviembre al 12 de noviembre de 2014.
En esta edición con Brasil como gran ausente Argentina logra el bicampeonato tras derrotar en la final a la selección de Paraguay por 3-0

## Equipos participantes
- Argentina
- Chile
- Paraguay
- Perú

## Primera fase

### Grupo Único
– Juega las Semifinales con el cuarto del grupo. 
     – Juega las semifinales con el tercero del grupo.
     – Juega las semifinales con el segundo del grupo.
     – Juega las semifinales con el primero del grupo.

## Fase final

### Final 1.º y 3.º puesto
|  | Semifinales | Semifinales |   |      | Final      | Final |  |
|  |             |             |   |      |            |       |  |
|  |             |             |   |      |            |       |  |
|  |             |             |   |      |            |       |  |
|  | Argentina   | 2           |   |      |            |       |  |
|  | Perú        | 0           |   |      |            |       |  |
|  |             |             |   |      |            |       |  |
|  |             |             |   |      |            |       |  |
|  |             |             |   |      | Argentina  | 3     |  |
|  |             | Paraguay    | 0 |      |            |       |  |
|  |             |             |   |      |            |       |  |
|  |             |             |   |      |            |       |  |
|  |             |             |   |      | 3.º puesto |       |  |
|  |             |             |   |      |            |       |  |
|  | Paraguay    | 2           |   | Perú | 0          |       |  |
|  | Chile       | 0           |   |      | Chile      | 2     |  |

### Resultados
| Fase      | Fecha    | Encuentro            | Resultado | Set   | Set   | Set   | Puntuación total |
| Fase      | Fecha    | Encuentro            | Resultado | 1     | 2     | 3     | Puntuación total |
| --------- | -------- | -------------------- | --------- | ----- | ----- | ----- | ---------------- |
| Semifinal | 11-11-14 | Argentina- Perú      | 2 - 0     | 25:08 | 25:10 |       | 50 - 18          |
| Semifinal | 11-11-14 | Paraguay - Chile     | 2 - 0     | 25:20 | 28:26 |       | 53 - 46          |
| 3° lugar  | 12-11-14 | Chile - Perú         | 3 - 0     | 25:14 | 25:13 | 25:19 | 75 - 46          |
| Final     | 12-11-14 | Argentina - Paraguay | 3 - 0     | 25:18 | 25:19 | 25:17 | 75 - 54          |

## Campeón
| Argentina           |
| Campeón             |
| Argentina 2° título |

## Posiciones finales
| Pos | Equipo    |
| --- | --------- |
|     | Argentina |
|     | Paraguay  |
|     | Chile     |
| 4   | Perú      |